# El Carmen, Chile
El Carmen este un târg și comună din provincia Ñuble, regiunea Bío Bío, Chile, cu o populație de 12.277 locuitori (2012) și o suprafață de 664,3 km2.